# Chiviripa
Chiviripa je rijeka u Venezueli. Pritoka je rijeke Orinoco.